# Yamada Bimyō
Bimyō Yamada, nato Yamada Taketarō 山田 武太郎 (山田 美妙?, Yamada Bimyō; Tokyo, 25 agosto 1868 – Tokyo, 24 ottobre 1910), è stato uno scrittore e critico letterario giapponese del periodo Meiji.
È ritenuto uno dei più rappresentativi autori del periodo Meiji. Ha contribuito in maniera sostanziale all'innovazione del romanzo storico giapponese moderno (reikishi shōsetsu) e allo sviluppo dello stile letterario genbun'itchi (言文一致) che introdusse il linguaggio colloquiale o vernacolare nel racconto storico. La sua opera più famosa è il racconto storico Musashino, (武蔵野 "La Piana di Musashi", 1887). 
Inoltre, è stato attivamente impegnato in numerose attività letterarie, politiche e sociali insieme ad altri giovani scrittori e giornalisti degli anni 1880-1890 del periodo Meiji.

## Biografia
Yamada Bimyō (Yamada Taketarō 山田 武太郎) nasce il 25 agosto 1868 nel quartiere Chiyoda a Tokyo. Della sua famiglia fanno parte alcuni letterati: lo zio è lo scrittore Kanō Ichirō, il nonno materno è il poeta Sakuramoto Yoshikaze. 
Nel 1885 Yamada Bimyō, Ozaki Kōyō, Ishibashi Shian, e Maruoka Kyūka fondano il movimento letterario "Ken'yūsha" (letteralmente "Associazione degli amici del calamaio") e pubblicano la prima rivista a bassa tiratura, autofinanziata  (dōnin zasshi), dal titolo Garakuta bunko, ("La Biblioteca delle cianfrusaglie"), rinominata Bunko dal 1889 in poi.  
Ha scritto racconti e recensioni per alcune riviste del periodo, tra le quali la rivista Iratsume, dove ha pubblicato il suo primo racconto. Lasciato il  "Ken'yūsha", dal 1888 al 1893 ha curato una propria rivista letteraria, Miyako no hana ("Fiore della Capitale"), che ha dedicato molto spazio a opere letterarie scritte in stile genbun'itchi   . 
Sposa la scrittrice Tazawa Inabune (Tazawa Kin), ma la differenza di condizioni economiche tra i due, le vicissitudini coniugali e le attenzioni indesiderate della stampa dell'epoca, compromisero la vita coniugale della coppia che divorziò dopo pochi mesi.
Nel 1887 pubblica il racconto storico Musashino che lo porta all'apice della carriera, ma gli procura anche critiche da parte di scrittori contemporanei quali Tsubouchi Shōyō e Futabatei Shimei, per l'utilizzo dello stile vernacolare considerato inappropriato. 
Dopo tale esperienza le relazioni di Bimyō con i colleghi iniziano a deteriorarsi  e i rapporti peggiorarono in concomitanza con la morte della ex moglie Tazawa Inabune, in quanto alcuni giornali dell'epoca parlarono di suicidio e lo accusano di esserne, in parte, responsabile. 
Bimyō muore nel 1910 all'età di 42 anni, dimenticato e in condizioni di povertà.

## Stile letterario
Secondo Tomi Suzuki, autore di Narrating the Self: Fictions of Japanese Modernity, lo stile letterario di Bimyō "era in realtà lontano dal linguaggio parlato del tempo". Infatti, Yamada nella sua opera più importante scelse di utilizzare uno pseudodialetto composto di linguaggio parlato coevo al periodo storico in cui era ambientato il racconto. Questa tecnica permea il testo letterario di uno "spirito" storico che è ancor oggi un aspetto distintivo del racconto storico giapponese. 
Bimyō fu promotore del movimento genbun-itchi (言文一致), letteralmente "movimento di unificazione della lingua scritta e parlata". In un articolo del 1889 ha schematizzato le basi teoriche di questo movimento assumendosene la paternità.
Ha inoltre utilizzato elementi della letteratura occidentale quali la terza persona narrante, figure retoriche come l'ellissi e la personificazione, la costruzione passiva e alcune forme verbali alla maniera occidentale. Fu il primo a utilizzare la forma verbale del presente storico e una tecnica narrativa in grado di creare una connessione spazio-temporale diretta tra le vicende narrate e il lettore, che diventa parte attiva del racconto.
Un'altra caratteristica del suo stile letterario è di sottolineare il contrasto tra il presente realmente esistente e il passato della vicenda storica, contrapponendo paesaggi e fatti narrati in maniera realistica, ma anche cruenta, mostrando i personaggi nella loro triste umanità, spogliandoli di qualsiasi idealizzazione.
Questi espedienti letterari si ritrovano tutti nella sua opera più famosa: il racconto storico Musashino (武蔵野 "La Piana di Musashi"), pubblicato nel 1887 che segna un punto di svolta fondamentale nell'evoluzione e sviluppo del romanzo storico giapponese.

## Musashino
Le peculiarità che rendono l'opera un testo innovativo nel panorama del racconto storico del periodo Meiji, sono le seguenti:
- struttura narrativa dell'opera: una lunga introduzione con collocazione spazio-temporale dell'evento storico; il racconto vero e proprio che si sviluppa in tre parti che narrano di personaggi ed eventi solo in apparenza svincolati tra di loro
- linguaggio del testo scritto interamente in stile colloquiale (genbun'itchi)
- contenuto della narrazione che combina in maniera nuova e creativa eventi storici realmente accaduti ed elementi romanzati[2]

### Introduzione
Il racconto è ambientato nel 1353, subito dopo la battaglia avvenuta nella pianura di Musashi, situata a sud-ovest nella Regione di Tokyo, tra gli eserciti dei clan Ashikaga e Nitta, conclusasi con la sconfitta di quest'ultimo. L'autore si dilunga nella descrizione del paesaggio, contrapponendolo a quello da lui conosciuto. Enfatizza gli orrori della guerra descrivendo nei dettagli la battaglia e riportando un resoconto minuzioso delle mutilazioni e delle sofferenze fisiche e psicologiche subite dai contendenti. Nella parte finale dell'introduzione viene proposta un'immagine di samurai molto diversa da quella eroica e idealizzata dei generi letterari in voga in quegli anni (yomihon).

### Prima Parte
Il lettore viene trasportato all'interno di una scena in cui due samurai superstiti, sulla via di Kamakura, vengono assaliti e uccisi dai nemici mentre stanno cercando di raggiungere quel che resta dei loro compagni. 

### Seconda Parte
L'ambientazione cambia, si è in uno sperduto villaggio di montagna, nella casa dei due samurai in cui vivono le mogli, tra loro madre e figlia. La più giovane è molto preoccupata per la sorte del marito e del padre e decide di andare a cercarli, lasciando nottetempo l'abitazione all'insaputa della madre.

### Terza Parte
Il giorno successivo, la madre disperata per la scomparsa della figlia, riceve la visita di un messaggero che le reca la notizia della morte dei due samurai e del ritrovamento del corpo della figlia dilaniato da un orso.

## Opere
- 1885-1886. Shōnen Sugata  (少年姿) ("La bellezza dei fanciulli") - Collezione di poesie
- 1887. Musashino (武蔵野 "La Piana di Musashi") - Pubblicato per la prima volta nel numero di novembre/dicembre 1887 della rivista Yomiuri Shimbun [9]
- 1889. Kochō (胡蝶) ("Farfalla")[1]
- 1889. Genbun-itchi-ron Gairyaku, ("Riassunto della teoria Genbun-itchi") - Dove parla dell'utilizzo nella letteratura scritta dei termini in uso nella lingua parlata [8]
- 1902. Josō-no Tantei (女装の探偵) ("L'investigatore travestito da donna")
- 1903. Chi-no Namida (地の涙) ("Lacrima della terra")
- 1903. Shosetsu - Hanenukedori (小説・羽ぬけ鳥) ("Romanzo - Uccello senza ali")
- 1903. Sabigatana (さびがたな) ("Katakana arrugginito")

## Raccolte
- 1888. Natsukodachi, ("Boschetto di alberi in estate") - contiene la ristampa del racconto Musashino [9]